# Gobernación del Cáucaso
La gobernación del Cáucaso (en ruso: Кавказская губерния, Kavkazskaya guberniya) fue una división administrativa (una gubernia) del Imperio ruso, el cual existió de 1802 hasta 1822. Su capital era Georgiyevsk. La gobernación se ubicaba al sur de la parte europea del Imperio ruso. En 1822 fue abolida la gobernación y se transformó en la óblast del Cáucaso, con capital  en Stávropol.
En términos de las divisiones administrativas modernas de Rusia, el área de la gobernación del Cáucaso está repartido entre los krais de Stávropol y Krasnodar, óblast de Rostov, y las Repúblicas de Kabardia-Balkaria, Osetia del Norte-Alania, Ingusetia, Chechenia, Daguestán, y Kalmukia, con la mayor parte de él localizada en el krai de Stávropol.

## Historia
La colonización rusa del Cáucaso norte empezó en el los años 1770. En 1785 fue creado el virreinato del Cáucaso. Constaba de la óblast del Cáucaso con capital en Yekaterinogrado y la óblast de Astracán con capital en Astracán. En 1790 fue abolida la óblast del Cáucaso y fusionada con la gobernación de Astracán. El 15 de noviembre de 1802 fue creada la gobernación del Cáucaso con capital  en Georgiyevsk. El 24 de julio de 1822 se transformó en la óblast del Cáucaso, con las mismas fronteras, y su capital se movió a la ciudad de Stávropol.
La gobernación constó de cinco uyezds:
- Alexandrovsk;
- Georgiyevsk;
- Kizlyar;
- Mozdok;
- Stávropol.

En 1822, cuándo fue abolida la gobernación del Cáucaso, el uyezd de Alexandrovsk fue repartido entre los de Stávropol y Georgiyevsk.

## Gobernadores
La administración de la gobernación estuvo a cargo de un gobernador. Los gobernadores de la gobernación del Cáucaso fueron:
- 1802-1804 Ivan Petrovich Kasparov, gobernador;
- 1804-1805 Khristian Petrovich Gildenshold (cristiano Gildenschold), gobernador;
- 1805-1809 Nikolay Mikhaylovich Kartvelin, gobernador;
- 1809-1811 Mark Leontyevich Malinsky, gobernador;
- 1811-1813 Yakov Maximovich von Briskorn,  gobernador;
- 1813-1820 Mark Leontyevich Malinsky, gobernador.

Entre 1820 y 1822 el puesto de gobernador estuvo vacante.